# Svenska mästerskapen i fälttävlan 1986
Svenska mästerskapen i fälttävlan 1986 avgjordes i Rancho . Tävlingen var den 36:e upplagan av Svenska mästerskapen i fälttävlan.

## Resultat
| Placering | Ryttare                    | Häst         |
| --------- | -------------------------- | ------------ |
| 1         | Michael Petersson          | Magnum Bonum |
| 2         | Bo Österlund               | Trixi        |
| 3         | Gunilla Krüger-Fredriksson | Ari          |